# Entre chien et loup (film)
Pour les articles homonymes, voir Entre chien et loup.
Pour plus de détails, voir Fiche technique et Distribution.
Entre chien et loup (Little Red Walking Hood) est un cartoon Merrie Melodies réalisé par Tex Avery en 1937.

## Synopsis
Le dessin animé présente l'intrigue de base du Petit Chaperon Rouge, avec quelques rebondissements et des gags bizarres à la Tex Avery, tels que Red (le petit chaperon rouge) dotée d'une personnalité à la Katharine Hepburn ou Grand-mère commandant une caisse de gin tandis que le loup attend avec impatience qu'elle raccroche le téléphone pour qu'il puisse la poursuivre à nouveau.
Le dessin animé s'ouvre sur le loup jouant sur un flipper vintage. Il remarque que Red passe devant la fenêtre et la poursuit sur le trottoir dans sa voiture. Ses avances échouent et il décide de prendre un raccourci vers la maison de sa grand-mère après avoir reçu l'itinéraire d'Elmer. Dès que le loup arrive chez grand-mère, il frappe à la porte et fait une imitation d'Elmer Blurt de The Al Pearce Show (en). La grand-mère lui dit de rester à l'écart mais le loup décide de faire irruption par la porte. Cela s'avère infructueux lorsqu'il s'écrase par la suite à travers toutes les portes de la maison et se retrouve dans l'arrière-cour avec son chapeau sur ses pieds. Il tire sur le bouton de la porte de derrière et, comme dans un jeu de flipper, la porte s'ouvre. Il poursuit grand-mère dans la maison jusqu'à ce qu'elle saute sur une chaise et croise les doigts en déclarant King's X. Elle utilise le téléphone pour passer une commande de gin tandis que le loup attend avec impatience qu'elle finisse afin de reprendre la chasse. Alors que les personnages recommencent à se poursuivre, grand-mère se cache dans le placard et le loup lui demande ses vêtements alors que Red est à la porte. Le loup saute dans son lit et demande à Red de s'approcher. Quand Red s'exclame « Oh grand-mère, quelles grandes dents tu présentes », le loup se jette sur elle et ils commencent à se battre dans un coin de la pièce. Deux silhouettes de clients en retard à la projection se présentent et le loup demande à Red d'attendre qu'ils s'assoient. Ils reprennent le combat jusqu'à ce qu'Elmer se présente une sixième fois et frappe le loup sur la tête avec un maillet. Alors que la fermeture en « l'iris », qui termine le film, s'ouvre à nouveau, on voit Elmer en train d'embrasser Red à plusieurs reprises.

## Fiche technique
Source IMDb
- Réalisation:  Tex Avery (sous le nom de Fred Avery)
- Scénario:  Cal Howard
- Musique / bande originale : Carl W. Stalling (non crédité)
- Montage : Treg Brown (non crédité)
- Production : Leon Schlesinger Studios
- Pays de production : États-Unis
- Durée : 7 minutes
- Date de sortie :
  - États-Unis : 6 novembre 1937

### Animation
- Irven Spence (seule personne créditée dans l'équipe)
- Virgil Ross
- Paul J. Smith
- Cecil Surry (en)
- Sidney Sutherland

Mise en place :
- Griff Jay

Décors :
- John Didrik Johnsen
- Art Loomer (supervision)

## Distribution
Les informations ci-dessous sont basées sur des notes de voix d'Eliza sur son « Eliza's Review Blog » pour ce dessin animé
- Elvia Allman : Red le petit chaperon rouge, mamie
- Tedd Pierce : le loup
- Mel Blanc : Elmer Fudd, sous la forme d'Egghead

## Autour du film
- Selon David Gerstein (en) (un historien de l'animation)[2],[3], Eliza sur son Eliza’s Review Blog pour ce dessin animé, et Michael Barrier dans son livre Hollywood Cartoons : American Animation in Its Golden Age sur son site Web[4],[5], il s'agit en fait de la première apparition de Egghead, le premier prototype d'Elmer Fudd.

## Medias
- LaserDisc - The Golden Age of Looney Tunes (en), Volume 2, 7[6]
- DVD - Looney Tunes Golden Collection: Volume 5 (en), Disque n° 2 (titres originaux de l'ouverture, du générique et de la clôture restaurés)